# Tofta, Varbergs kommun
Tofta är en tätort i Varbergs kommun i Hallands län, belägen cirka 10 km nordost om centralorten Varberg.

## Befolkningsutveckling
| Befolkningsutvecklingen i Tofta 1960–2020                         | Befolkningsutvecklingen i Tofta 1960–2020 | Befolkningsutvecklingen i Tofta 1960–2020 | Befolkningsutvecklingen i Tofta 1960–2020 | Befolkningsutvecklingen i Tofta 1960–2020 |
| ----------------------------------------------------------------- | ----------------------------------------- | ----------------------------------------- | ----------------------------------------- | ----------------------------------------- |
|                                                                   |                                           |                                           |                                           |                                           |
| År                                                                |                                           |                                           | Folkmängd                                 | Areal (ha)                                |
| 1960                                                              | 1960                                      |                                           | 193                                       | ¤                                         |
| 1965                                                              | 1965                                      |                                           | 238                                       |                                           |
| 1970                                                              | 1970                                      |                                           | 225                                       |                                           |
| 1975                                                              | 1975                                      |                                           | 250                                       |                                           |
| 1980                                                              | 1980                                      |                                           | 306                                       |                                           |
| 1990                                                              | 1990                                      |                                           | 356                                       | 52                                        |
| 1995                                                              | 1995                                      |                                           | 357                                       | 52                                        |
| 2000                                                              | 2000                                      |                                           | 316                                       | 52                                        |
| 2005                                                              | 2005                                      |                                           | 350                                       | 55                                        |
| 2010                                                              | 2010                                      |                                           | 386                                       | 56                                        |
| 2015                                                              | 2015                                      |                                           | 486                                       | 154                                       |
| 2020                                                              | 2020                                      |                                           | 497                                       | 160                                       |
| Anm.: Ny tätort 1965 ¤ Som tätortsbebyggelse med 150-199 invånare |                                           |                                           |                                           |                                           |

## Samhället
Här finns sedan 1882 en station vid järnvägslinjen Varberg-Borås.
Tofta Bygdegård är en välkänd samlingsplats och är flitigt använd till dans, möten och andra tillställningar.
Sydost om Tofta ligger Lindbergs kyrka och skola.

## Idrott
Idrottsplatsen heter Lindvallen och är hemmaarena för Tofta GIF, bland annat bekant för sitt damlag som 2019 spelade i Div II Halland.